# Wally Vaughns
Walford "Wally" Vaughns Scott (San José; 29 de agosto de 1943) es un exfutbolista costarricense que jugaba como delantero.

## Trayectoria
En 1964 fichó por el CS Cartaginés, donde en su primera temporada, jugó 25 partidos y marcó dos goles.
Nunca pudo ganar un título, a pesar de que estuvo en el equipo llamado el ballet azul, con jugadores como Leonel Hernández, Asdrúbal Meneses, Enrique Córdoba, Fernando Jiménez y Héctor Coto.
Fue subcampeón de la Primera División en 1968, 1973, 1975 y 1977. En las 14 campañas de su carrera, hizo un total de 277 juegos y 77 tantos.

## Selección nacional
Hizo su debut con Costa Rica el 29 de octubre de 1967, en una derrota de 3-1 contra El Salvador, tras los goles salvadoreños de Mario "Chino" Flores y de Ricardo Díaz y por Costa Rica descontó Floyd Daniels.

Participó en las eliminatorias hacia el Mundial de México 1970. Un año después, participó en el Campeonato de Naciones de la Concacaf de 1969, donde su selección Costa Rica se llevó el trofeo de manera invicta.

### Participaciones en Campeonatos Concacaf
| Copa                                          | Sede       | Resultado | Part. | Goles |
| --------------------------------------------- | ---------- | --------- | ----- | ----- |
| Campeonato de Naciones de la Concacaf de 1969 | Costa Rica | Campeón   | 1     | 1     |

## Palmarés

### Títulos internacionales
| Título                                | Equipo     | Sede     | Año  |
| ------------------------------------- | ---------- | -------- | ---- |
| Campeonato de Naciones de la Concacaf | Costa Rica | San José | 1969 |